# Parc dels Triangles roses

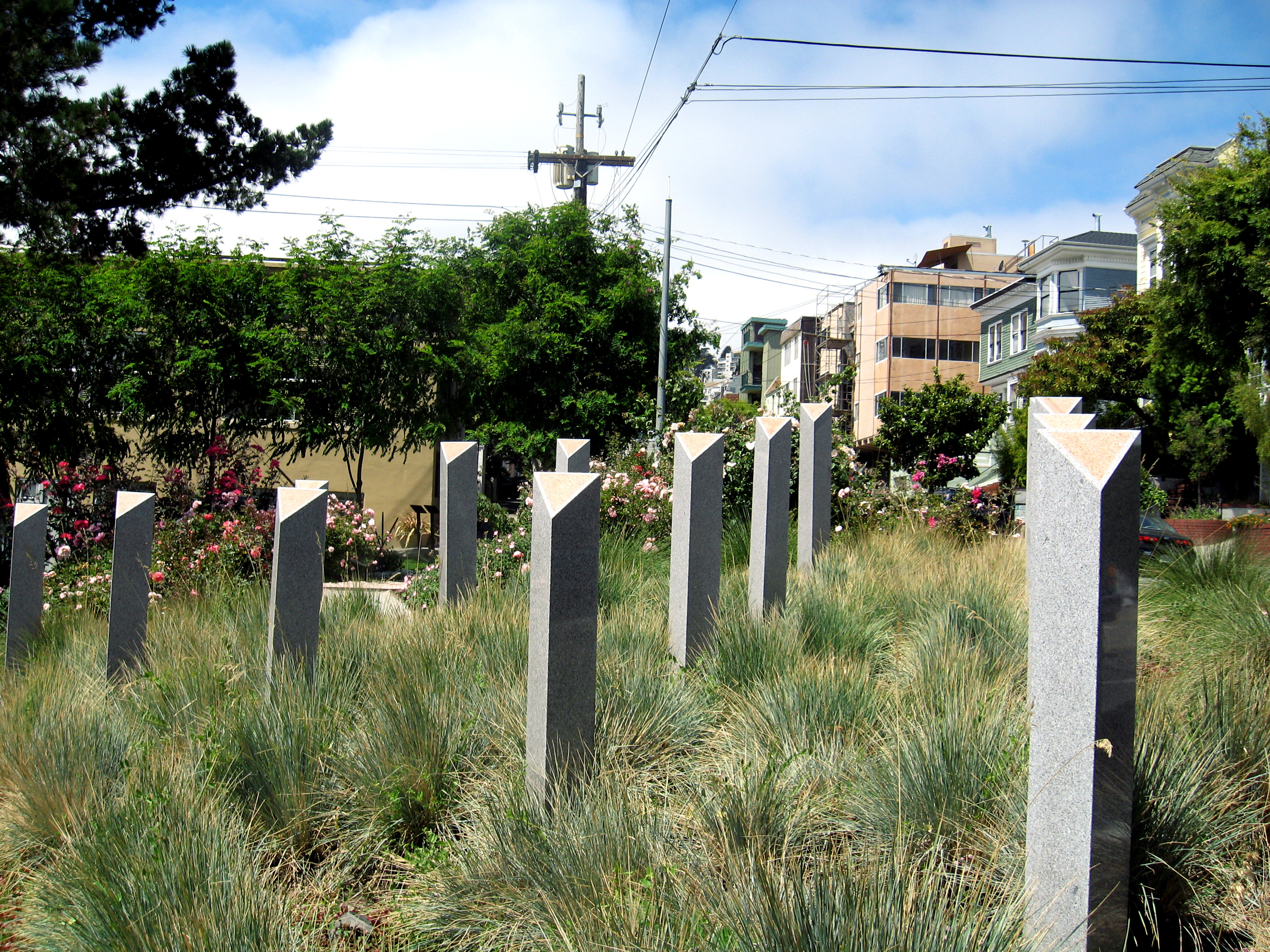
Parc dels Triangles roses, monument de l'Holocaust.

Plànol del parc.

El parc dels Triangles roses és un mini-parc triangular situat al barri Castro de San Francisco, a Califòrnia. El parc fa menys de 400 m2 i es troba entre Market Street i 17th Street. El parc es troba per damunt de la Castro Street, prop de la parada del Metro Muni, davant de la Harvey Milk Plaza. És el primer memorial permanent i gratuït dels Estats Units dedicat als milers d'homosexuals assetjats durant l'Holocaust de l'Alemanya nazi en la Segona Guerra Mundial.

## Presentació
Hi ha quinze pilones, o columnes triangulars de granit, dedicades a les desenes de milers d'homosexuals assassinats sota el règim nazi, i els anyz següents. Al centre del parc es troba un triangle omplert de pedres, entre elles cristalls roses. Als visitants se'ls anima a agafar un cristall per acompanyar-los durant la seva visita al memorial. La presència recurrent de triangles recorda que els nazis forçaven als homes a portar un triangle rosa cosit a la seva roba per identificar-los i humiliar-los. El parc dels Triangles Roses ha estat inaugurat amb motiu de la jornada dels drets de l'home de les Nacions Unides, el 10 de desembre de 2001 per l'associació Eureka Valley Promotion.

Segons l'organització qui gestiona l'espai, el parc dels Triangles roses serveix de recordatori físic a la manera com la persecució de tot individu o grup perjudica a tota la humanitat.
| « | rappel physique de la façon dont la persécution de toute personne ou groupe de personnes nuit à toute l'humanité | » |

 ». El Castro és el barri LGBT de San Francisco i rodalia, així com una destinació turística pel seu paper en la història LGBT moderna.